# Lago di Ventina
Il lago di Ventina è un piccolo bacino lacustre naturale sito in provincia di Rieti, nel territorio del comune di Colli sul Velino. La sua superficie è di 0,12 km² ed il suo perimetro di circa 1,5 km, per una profondità massima di 3,5 metri. 
Come i vicini laghi Lungo, di Ripasottile e di Piediluco, rappresenta un residuo dell'antico lacus Velinus. Il suo precedente nome era lago dei Colli. Il lago è alimentato da diverse sorgenti che ne mantengono inalterato il livello pure durante l'estate. Il bacino è molto apprezzato dai pescatori per la presenza del luccio, il persico reale, il persico trota, la carpa, la tinca e la trota.
Il lago è fiancheggiato sul lato nord dalla strada provinciale 4 di Colli sul Velino e sul lato ovest dalla superstrada Rieti-Terni (che lo serve con il bivio di Colli sul Velino) e dalla ferrovia Terni-Rieti-L'Aquila (che lo serve con la stazione di Labro-Moggio).
Sulla sponda settentrionale del lago (quella fiancheggiata dalla strada provinciale) sono presenti delle aree picnic, attrezzate con tavoli e barbecue in pietra.

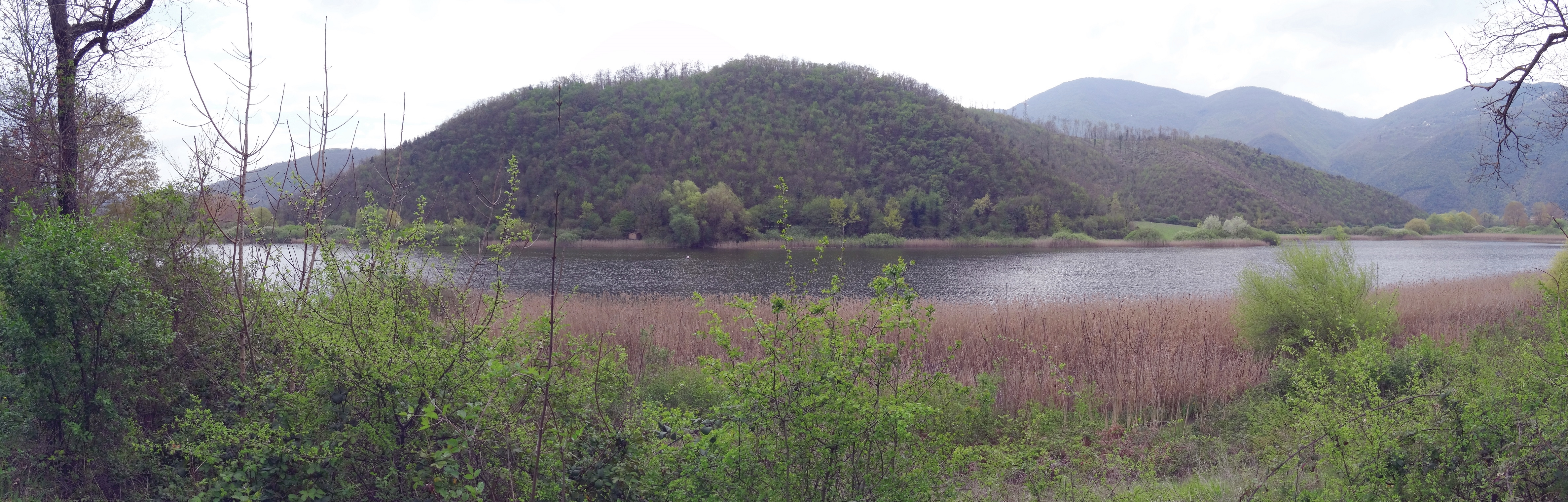
Panorama del lago di Ventina

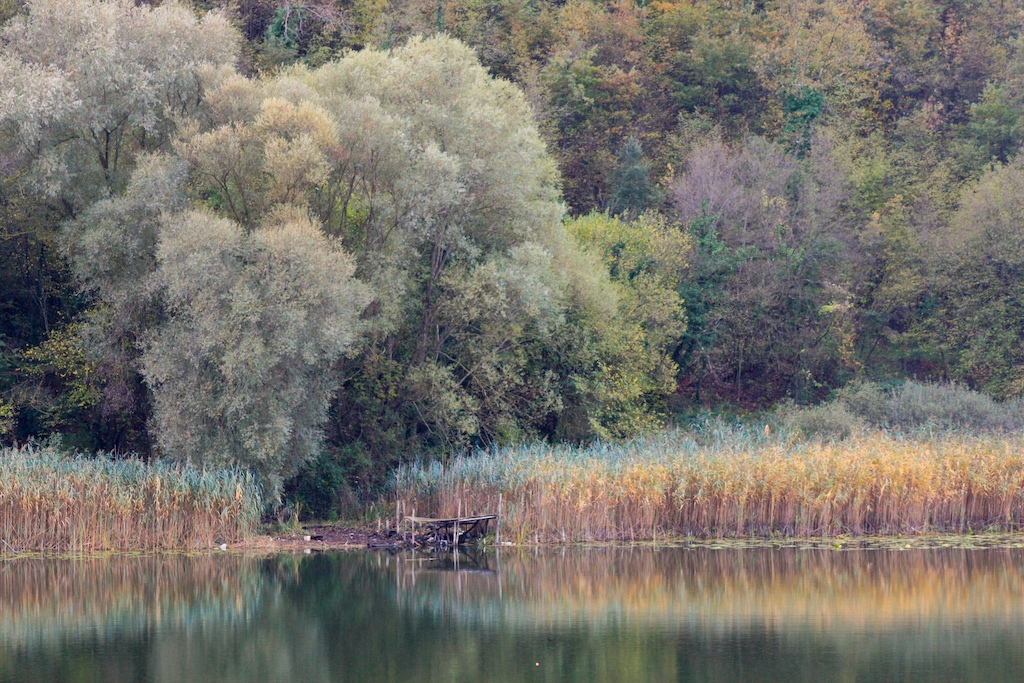
Molo al lago di Ventina